# Garryales
Garryales, maleni biljni red iz razreda dvosupnica koji je dobio ime po rodu vazdazelenih grmova, garija (Garrya, 15 vrsta), po kojemu je imenovana i porodica garijevki (Garryaceae). Drugi rod koji pripada u garijevke je aukuba (Aucuba, 10 vrsta), također vazdazelini grmovi, od kojih je poznata vrsta japanska aukuba (Aucuba japonica).
Druga porodica (Eucommiaceae) sastoji se samo od monotipskog roda eukomija (Eucommia). Vrsta Eucommia ulmoides je korisno drvo iz srednje i zapadne Kine.

## Opis
Pripadnici reda su drvenasti, s različitim muškim i ženskim biljkama. Garryales se nalazi u kladi asterida (organizmi s jednim zajedničkim pretkom), ili simpetalnoj lozi cvjetnica, u bazi skupine euasterida I botaničkog klasifikacijskog sustava filogenije kritosjemenjača III (APG III).

## Porodice
1. Eucommiaceae Engl.
2. Garryaceae Lindl.